# Fernando Chalana
Pour les articles homonymes, voir Chalana.
Fernando Albino de Sousa Chalana, né le 10 février 1959 à Barreiro et mort le 10 août 2022, est un footballeur portugais qui jouait au poste d'ailier ou de milieu de terrain offensif.

## Biographie

### En club
Fernando Chalana est joueur du Benfica Lisbonne de 1976 à 1984,.
Son talent éclate au grand jour lors de l'Euro 1984 lorsque le Portugal atteint les demi-finales. Il est alors transféré du Benfica aux Girondins de Bordeaux pour un montant record de 18 millions de francs. Mais il ne confirme pas les espoirs placés en lui par les supporters bordelais en raison surtout de blessures à répétition. Son tir au but victorieux en mars 1985 face à Dniepropetrovsk - marqué du pied droit alors qu'il était gaucher ! - avait qualifié les Girondins pour les demi-finales de la Coupe des clubs champions,. Un mois plus tard, il faisait la une du magazine Onze où la présence de son épouse Annabella est évoquée en images. L'omniprésence de cette dernière, sur les terrains du Haillan avait suscité de nombreux articles dans la presse locale et spécialisée.
Trois ans plus tard, il retourne au Benfica avant de finir sa carrière au Belenenses puis à l'Estrela Amadora en Liga de Honra (deuxième division portugaise).

### En sélection
Il dispute 27 matchs et marque 2 buts sous les couleurs de l'équipe du Portugal de 1976 à 1988.

### Entraîneur
Reconverti entraîneur adjoint depuis 2005 au sein de son club de cœur, le Benfica Lisbonne, il est nommé, le 10 mars 2008, entraîneur principal, succédant ainsi à José Antonio Camacho. Après un intérim de 3 mois, il retrouve ses fonctions d'adjoint avant de se voir confier les rênes de l'équipe des U19 du grand club de Lisbonne.

## Palmarès

### En club
- Champion du Portugal en 1976, en 1977, en 1981, en 1983, en 1984 et en 1989 avec le Benfica Lisbonne
- Champion de France en 1985 avec les Girondins de Bordeaux
- Vainqueur de la Coupe du Portugal en 1980, en 1981 et en 1983 avec le Benfica Lisbonne
- Vainqueur de la Supercoupe du Portugal en 1980 et en 1989 avec le Benfica Lisbonne

### EnÉquipe du Portugal
- 27 sélections et 2 buts entre 1976 et 1988
- Participation au Championnat d'Europe des nations en 1984 (1/2 finaliste)

### Distinctions individuelles
- Élu meilleur footballeur portugais de l'année en 1976 et en 1984
- Membre de l'équipe-type du Championnat d'Europe des nations en 1984

## Statistiques
- 239 matchs et 37 buts en 1re division portugaise
- 9 matchs et 1 but en 2e division portugaise
- 22 matchs et 1 but en Division 1